# Imarhan
Imarhan est un groupe de musique algérien, d'origine touareg inspiré du fondateur de la musique moderne touareg Tinariwen et originaire de Tamanrasset.
Il représente la nouvelle génération de la musique touareg. Son style de « blues du désert » est empreint de rock et de groove.
Le nom du groupe vient du tamasheq, qui signifie « ceux qui s’aiment, qui se côtoient et sont sincères ».

## Discographie
2022 : Aboogi